# Сокальська виправна колонія

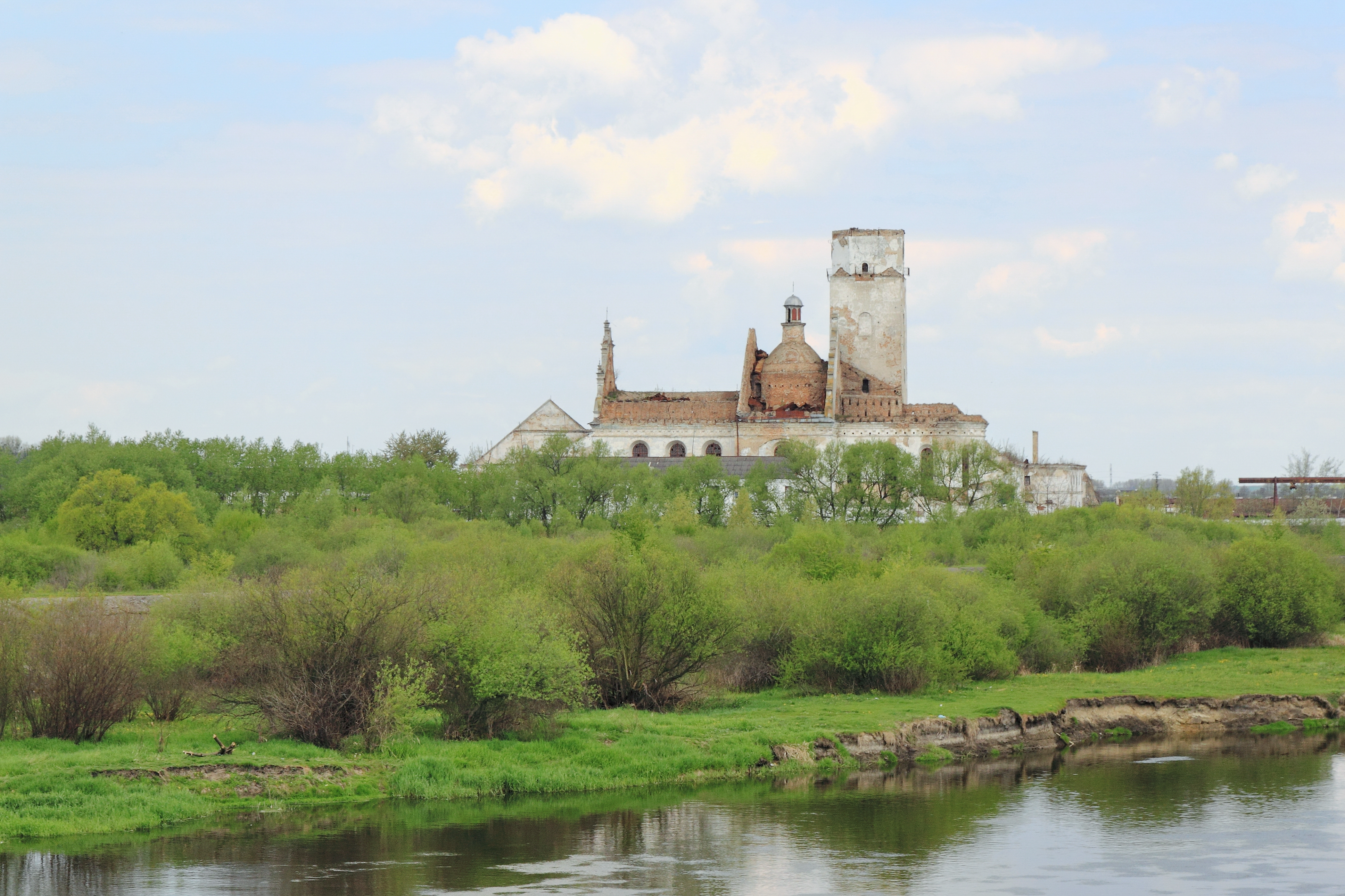
Монастир бернардинів з костелом Діви Марії (з XVII ст.), 2015

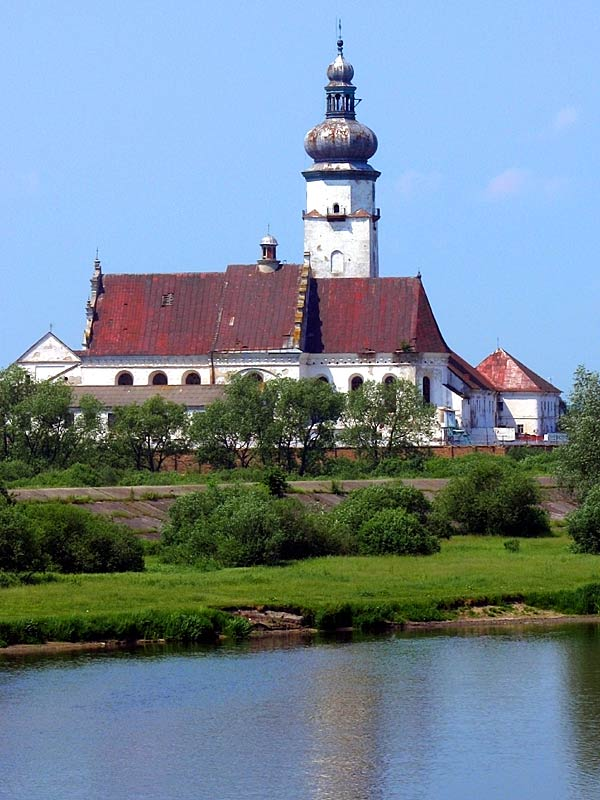
Монастир бернардинів з костелом Діви Марії, до пожежі

Сокальська виправна колонія — колонія максимального рівня безпеки "Особливого режиму" (для тримання чоловіків, засуджених до позбавлення волі на певний строк не менше 7-ми років та до довічного позбавлення волі). 70% засуджених рецидивісти.Станом на 2020 рік перебуває у колонії 486 засуджених, з них 164 на довічному  ув'язнені. Галузь виробництва — машинобудування.

## Адреса
Колонія розташована у смт. Жвирка Сокальського району Львівської області.

## Історія
Колонія розташована в колишньому римо-католицькому монастирі отців-бернардинів в селі Жвирка, що межує з Сокалем. Це пам'ятка архітектури початку 17-го століття. У минулому — місце паломництва прочан до чудотворної ікони Сокальської Богоматері. У 1843 р. Монастир який розташований на території колонії пережив страшну пожежу, у 1870 р. монастир знову горів, але у 1872 р. відновили збитки, 27 березня 2012 р. знову на території колонії трапилася велика пожежа, у результаті купол головної дзвіниці обвалився на Барак де перебували засуджені, ніхто з 612 на той час ув'язнених не постраждав та не втік, збитки досі відновлюються.
У 1951 році село Жвирка стало частиною Української РСР. Тоді монахів звідти вигнали, розмістивши було там дім для престарілих (Будинок інвалідів). Та вже з 1958 року тут розмістили виправну колонію. І по сьогодні старий кляштор є домівкою для ув'язнених колонії № 47 (так званої Сокальської зони) з максимальним рівнем безпеки. Тут перебувають і засуджені на довічне ув'язнення. Сокальська зона — одна з дев'яти установ у Україні, де є сектор для таких в'язнів.
У 80-х роках колонія стала одним з найпотужніших виробників продукції для потреб сільського господарства. Має договори з підприємствами: «Львівсільмаш», Білоцерківський машинобудівний завод та ін.
Наказом ДДУПВП від 18.01.2000 р. № 16 установа перейменована у Сокальську виправну колонію.
З 2003 року у колію прибувають засуджені чоловіки, які раніше тричі в будь-якій послідовності були засуджені до позбавлення волі і які знову вчинили будь-який з перелічених нижче злочинів, за який вони засуджені до покарання у виді позбавлення волі: 
Проти основ національної безпеки України; умисне вбивство, передбачено статею 115 ч.2 КК України; умисне тяжке тілесне ушкодження; захоплення заручників; зґвалтування; розбій, вчинений при обтяжуючих обставинах; вимагання, вчинене при обтяжуючих обставинах; виготовлення, зберігання, придбання, перевезення, пересилання, ввезення в Україну з метою збуту або збут підроблених грошей, державних цінних паперів чи білетів державної лотереї; створення злочинної організації; бандитизм; терористичний акт; створення непередбачених законом воєнізованих або збройних формувань; викрадення, привласнення, вимагання вогнепальної зброї, бойових припасів, вибухових речовин чи радіоактивних матеріалів або заволодіння ними шляхом шахрайства або зловживання службовим становищем; незаконне заволодіння транспортним засобом при обтяжуючих обставинах; контрабанда наркотичних засобів, психотропних речовин, їх аналогів або прекурсорів; незаконне виробництво, виготовлення, придбання, зберігання, перевезення, пересилання чи збут наркотичних засобів, психотропних речовин або їх аналогів; організація або утримання місць для незаконного вживання, виробництва чи виготовлення наркотичних засобів, психотропних речовин або їх аналогів; посягання на життя працівника правоохоронного органу, члена громадського формування з охорони громадського порядку і державного кордону або військовослужбовця; посягання на життя судді, народного засідателя чи присяжного у зв'язку з їх діяльністю, пов'язаною із здійсненням правосуддя; злісна непокора вимогам адміністрації виправної установи; втеча з місця позбавлення волі або з-під варти; посягання на життя представника іноземної держави.
Окремо тримаються засуджені до довічного ув'язнення та 
засуджені за вчинення злочину, передбаченого частиною п’ятою статті 255, статтями 255-1, 255-2 Кримінального кодексу України.
Також у Колонії діє соціальна адаптація засуджених, засуджені які бажають стати на шлях виправлення та не порушують режим тримання у колонії, хороша поведінка засудженого, тоді комісія по справам виконання покарань особливо тяжких злочинів надсилає запит до суду щоб засудженому надали короткочасні виїзди із колонії під наглядом Поліції або родичів, та короткочасний виїзд не має перевищувати 6-ти годин, такі короткочасні виїзди дозволені засудженому не більше двох разів на місяць, короткочасні виїзди не враховуються у строк покарання. Якщо засуджений якому було дозволено короткочасний виїзд, він не повертається до колонії, тоді його подають у розшук та притягують до відповідальності по ч. 3 ст. 390 КК України, якщо засуджений під час короткочасного виїзду вчиняє злочин, будь-який навіть адміністративне порушення, у такому випадку засудженого позбавляють права на короткочасний виїзд та позбавляють умовно-дострокового звільнення, так як засуджений не доводить своє виправлення, та залишається небезпечним для суспільства. Короткочасні виїзди станом на 2020 рік дозволені тільки 24-ом засудженим із 322-ох. Короткочасні виїзди не дозволяються засудженим на довічному ув'язнені, та засудженим у яких строк перевищує 10 років.
У різні роки установу очолювали: М. І. Ісанін, М. В. Пономарьов, І. Г. Плотніков, І. С. Гоц, С. О. Остапенко, О. М. Шелемей, В. С. Шевчук, Б. Л. Сидор. ,М. О. Зінов'є
На даний час її очолює А.Є. Бойко

## Продукція
Секції огорожі; замки господарські; шлакоблоки; колючий дріт; бурякорізки; кормозапарники; зерноподрібнювачі; борони; упряжі парокінні.